# Topeliopsis vezdae
Topeliopsis vezdae är en lavart som beskrevs av Kalb 2001. Topeliopsis vezdae ingår i släktet Topeliopsis och familjen Thelotremataceae.   Inga underarter finns listade i Catalogue of Life.